# 2003 en Égypte
Chronologie de l'Égypte
- 1999
- 2000
- 2001
- 2002
- 2003
- 2004
- 2005
- 2006
- 2007

Cet article présente les faits marquants de l'année 2003 en Égypte.

## Évènements
- 7 janvier : premier Noël oriental férié en Égypte[1].
- 27 février : 140 000 personnes sont assemblées au stade du Caire pour dire non à la guerre en Irak, avec la bénédiction des autorités[2].
- 1er mars : sommet de la Ligue arabe 2003. Le 15e sommet de la ligue arabe, se tient à Charm el-Cheikh. Il a réuni onze chefs d’État arabes sur les 22 que comporte la Ligue arabe.
- 11 avril : Dominique de Villepin est de passage en Égypte dans le cadre d'une tournée au Moyen-Orient[3].

## Sport

### Basket-ball
- Championnat d'Afrique masculin de basket-ball 2003

### Football
- Supercoupe de la CAF 2003
- Championnat d'Égypte de football 2002-2003
- Tournoi du prince Faysal bin Fahad 2003

### Lutte
- Championnats d'Afrique de lutte 2003

### Pentathlon moderne
- Championnats d'Afrique de pentathlon moderne 2003

### Squash
- Hurghada International 2003

### Volley-ball
- Championnat d'Afrique des clubs champions féminin de volley-ball 2003
- Championnat d'Afrique masculin de volley-ball 2003